# 薛綜
薛綜（208年前—243年），字敬文，沛郡竹邑人，戰國時齊國孟嘗君後代。三國時東吳官員，文學家。

## 生平
薛綜年少時就跟隨族人到交州避亂，於交州跟隨劉熙學習。建安十五年（210年），步騭到交州出任交州刺史，交趾太守士燮向東吳歸附，孫權徵召薛綜為五官中郎將，先後就任合浦和交趾太守。延康元年（220年），呂岱代替步騭任交州刺史，薛綜隨同呂岱討伐當時數個作亂的賊匪兵團，平定交州全境，又進攻九真。戰事完結後任謁者僕射。
黃龍三年（231年），孫權任命建昌侯孫慮當鎮軍大將軍，駐屯半州，同時任命薛綜為鎮軍長史，對外掌軍眾之事，對內以書教授孫慮。嘉禾元年（232年），孫慮逝世，薛綜轉任賊曹尚書，後任尚書僕射。
赤烏三年（240年），轉任選曹尚書。赤烏五年（242年），加任太子少傅。（既為太子老師，但仍然擔任選曹尚書，這種待遇是相當厚待和重視的表現。）翌年（243年）逝世。

## 特徵
- 有一次，孫權命薛綜寫祝祖文，指定不能用常用的文辭，但薛綜仍可寫出言辭燦爛的文章。孫權要他再作一篇，薛綜又能夠作一篇用辭全新的，眾人都大為讚賞。可見薛綜語文及寫作的造詣極高。
- 蜀使張奉奉命出使東吳，曾和吳臣闞澤辯論，闞澤無法應對張奉的言論。薛綜見狀對張奉嘲諷說:「蜀者何也？有犬為獨，無犬為蜀，橫目苟身，虫入其腹。」（蜀算什麼?蜀字旁邊有個「犬」字即「獨」字，沒有「犬」字就是「蜀字」，蜀就只是「橫目苟身，虫入其腹罷了。」）張奉聽罷不滿向薛綜質問那「吳」字該如何解釋，薛綜答:「無口為天，有口為吳，君臨萬邦，天子之都。」（「吳」則是「無口為天，有口為吳，這是君臨萬邦，天子之都啊。」）張奉聽罷啞口無言，在場眾吳臣皆大笑。[1]，裴松之引《江表傳》則稱此事是蜀使費禕和諸葛恪辯論。[2]

## 后代
子
- 薛珝，薛綜長子，官至威南將軍。
- 薛瑩，薛綜次子，東吳末期大臣，官至光祿勳，後來為孫皓撰寫降書。投降西晉後任散騎常侍。

孫
- 薛兼，薛莹子

曾孙辈
- 孫晷母[3]

## 延伸阅读
[在维基数据编辑]
 在维基文库阅读此作者作品
 《三國志/卷53》，出自陳壽《三國志》
1. ↑  《三國志 吳書 薛綜傳》：西使張奉於權前列尚書闞澤姓名以嘲澤，澤不能荅。綜下行酒，因勸酒曰：「蜀者何也？有犬為獨，無犬為蜀，橫目苟身，虫入其腹。」奉曰：「不當復列君吳邪？」綜應聲曰：「無口為天，有口為吳，君臨萬邦，天子之都。」於是衆坐喜笑，而奉無以對。其樞機敏捷，皆此類也。
2. ↑  《三國志 吳書 薛綜傳》引《江表傳》：費禕聘于吳，陛見，公卿侍臣皆在坐。酒酣，禕與諸葛恪相對嘲難，言及吳、蜀。禕問曰：「蜀字云何？」恪曰：「有水者濁，無水者蜀。橫目苟身，虫入其腹。」禕復問：「吳字云何？」恪曰：「無口者天，有口者吳，下臨滄海，天子帝都。」與本傳不同。
3. ↑  《晉書·孫晷傳》：顧榮見〔晷〕而稱之，謂其外祖薛兼曰：「此兒神明清審，志氣貞立，非常童也。」